# Le Mans Prototype

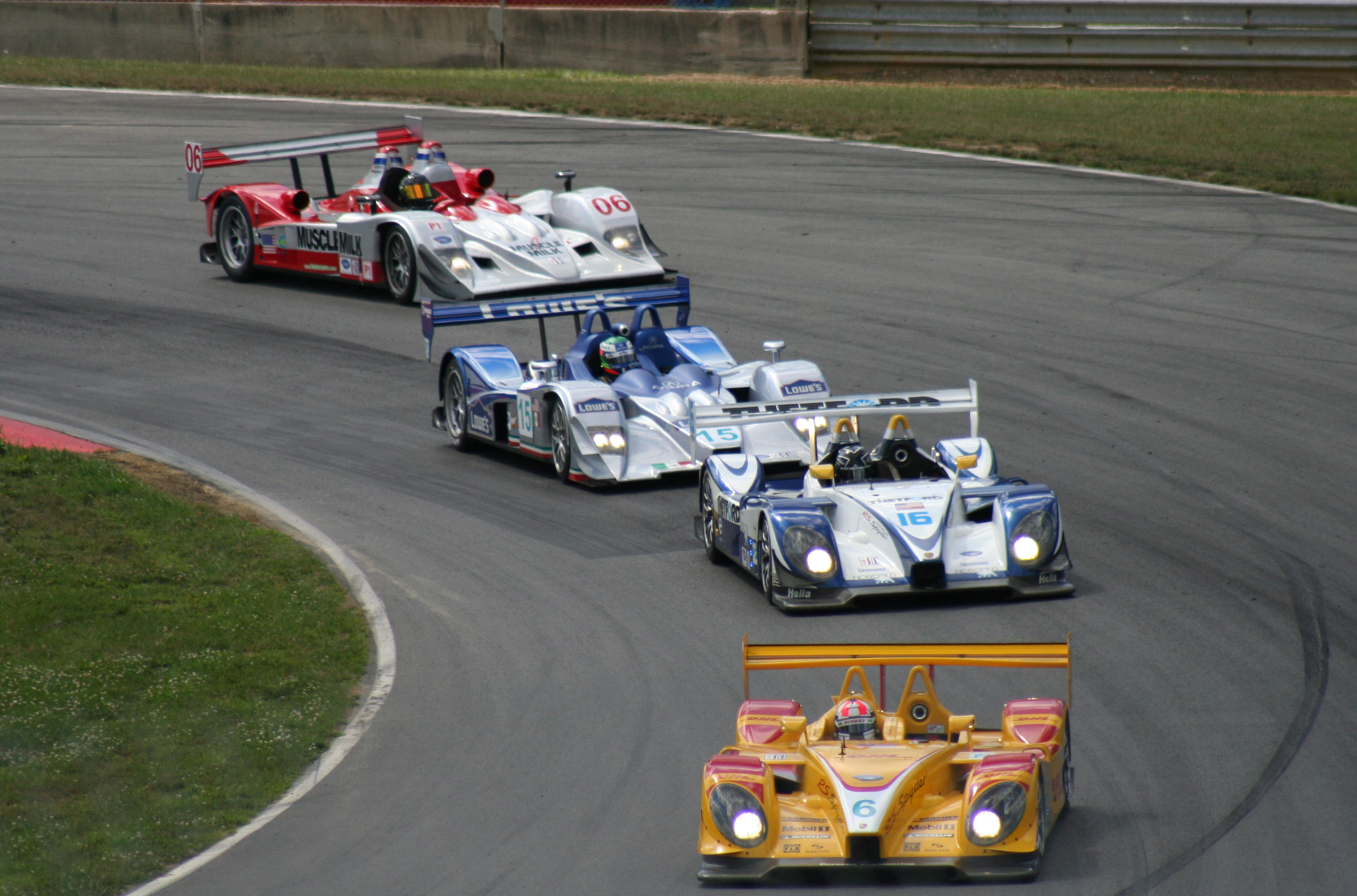
Un gruppo di prototipi LMP della American Le Mans Series.

Un Le Mans Prototype (abbreviato comunemente con la sigla LMP) è una vettura da competizione senza alcun vincolo di produzione minima, costruita secondo le prescrizioni riguardanti le misure di sicurezza stabilite dalla FIA e il regolamento tecnico dell'Automobile Club de l'Ouest (ACO). Si tratta di Sport Prototipi biposto costruiti esclusivamente per gareggiare nelle competizioni automobilistiche in circuito, utilizzati nello specifico in gare del genere Endurance, cioè di resistenza. Attualmente i regolamenti tecnici ACO LMP disciplinano le seguenti competizioni: 24 Ore di Le Mans (da cui trae origine il nome), FIA World Endurance Championship (che sostituisce dal 2012 la Intercontinental Le Mans Cup), Le Mans Series, American Le Mans Series e Asian Le Mans Series.
Concepite dall'Automobile Club de l'Ouest (ACO), sono le vetture da corsa a ruote coperte più veloci utilizzate in circuiti stradali; per costo e tecnologia sono paragonabili alle auto di Formula 1, comprese le velocità massime raggiungibili.
Anche se conosciute come Le Mans Prototype, in passato sono stati usati vari nomi a seconda della serie in cui hanno militato: nei campionati della FIA erano chiamate Sports Racing Prototypes (SRP), mentre nel campionato americano IMSA erano identificate come World Sports Cars (WSC). Dal 2004  le serie mondiali hanno adottato la sigla LMP (Le Mans Prototype).

## Storia
Il primo passo verso i LMP avvenne nel 1992 in occasione della 24 Ore di Le Mans. Nel tentativo di aumentare le vetture della Categoria Gruppo C normalmente impegnate nel campionato del mondo sportprototipi, l'ACO concesse alla più vecchia Porsche 962 (esclusa dal campionato in quanto non conforme al nuovo regolamento tecnico FIA Sport 3,5 litri) la partecipazione entrando nella nuova Categoria 3. Anche piccoli prototipi equipaggiati con motori derivati dalla grande serie che correvano nei campionati nazionali furono ammessi nella nuova Categoria 4.
Tuttavia alla fine del 1992, a causa della crisi in cui versava il campionato del mondo sportprototipi, la FIA decise per la sua soppressione ed anche il competitivo Campionato Giapponese Prototipi ne risentì pesantemente; ormai i costosi prototipi del Gruppo C correvano solo a Le Mans. Con la fine del Gruppo C, l'ACO permise alle Gran Turismo stradali di competere per la prima volta dopo molti anni, mentre allo stesso tempo realizzò il regolamento tecnico di categoria Le Mans Prototype (LMP). Le automobili hanno continuato ad usare la stessa formula fino al 1992, ma poi l'ACO sostituì le Gruppo C con i Le Mans Prototype nel 1994. Due codici di categoria sarebbero stati emanati, con le LMP1 con motori di grande potenza solitamente turbocompressi e le LMP2 con motori derivati dalla produzione di serie di potenza più modesta. Entrambi i regolamenti tecnici prevedevano vetture di tipo sport, cioè con posto di guida aperto. Allo stesso tempo, l'IMSA annunciò la fine delle proprie vetture Gran Turismo Prototipo (GTP), sostituite da nuove sport aperte con regolamento tecnico equivalente a quello LMP1.
Questa formula continuò fino al 1996, con molti fornitori che abbracciarono il LMP e WSC, includendo Ferrari, Porsche e Mazda.
Nel 1997 fu lanciata la prima serie europea LMP, la International Sports Racing Series, con regolamenti simili a quelli LMP1/WSC e LMP2; queste vetture erano chiamate dalla FIA SR1 e SR2.

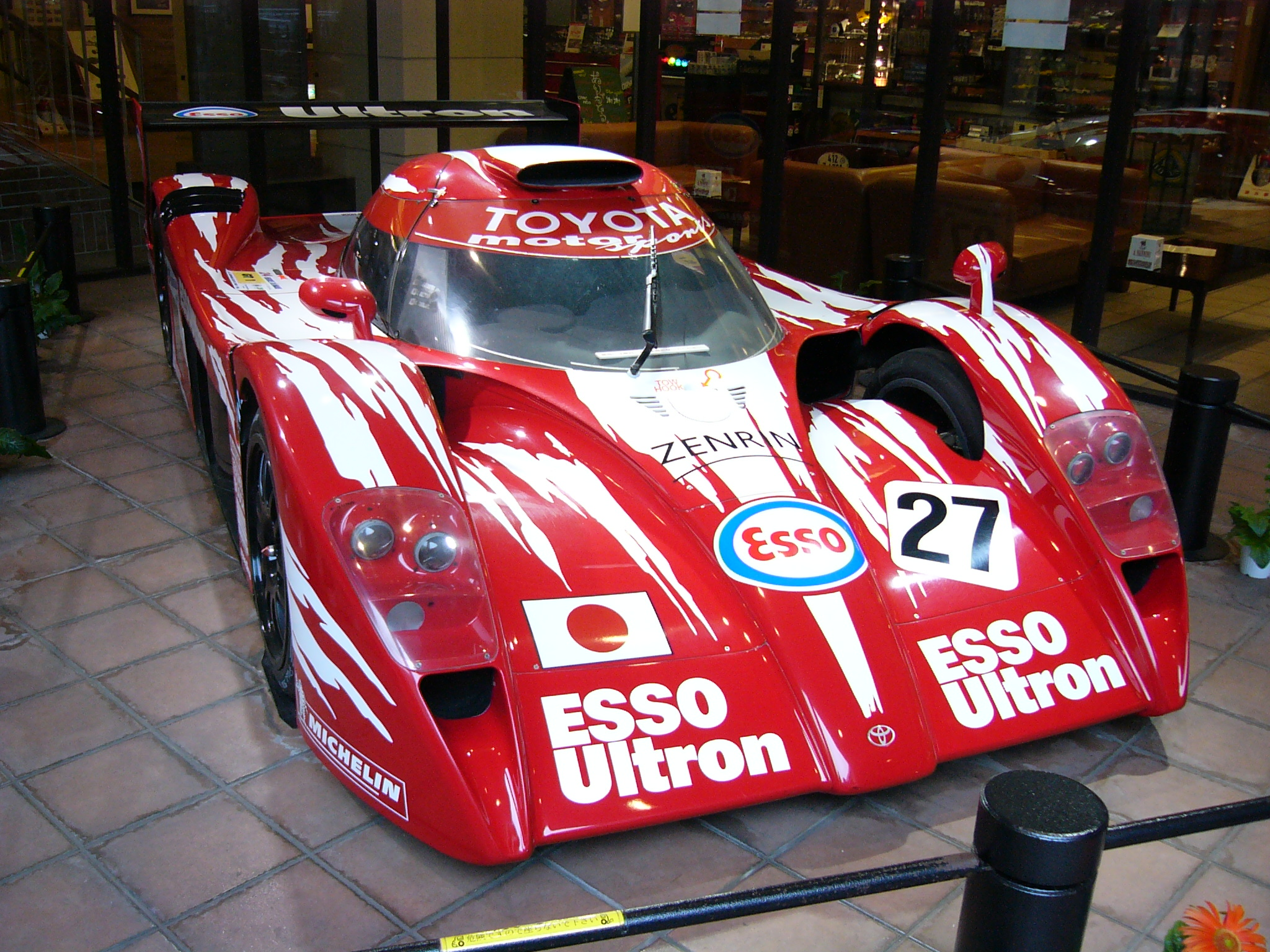
La Toyota GT-One classe LM-GTP

Il 1999 fu un anno di grande espansione per l'ACO che, a seguito dell'annullamento del campionato di IMSA GT alla fine di 1998, permise la creazione della American Le Mans Series, nella quale sarebbero stati utilizzati gli stessi regolamenti tecnici delle autovetture della 24 Ore di Le Mans: fu quindi il primo campionato ad utilizzare il nome di LMP. Allo stesso tempo, l'ACO modificò i propri regolamenti della categoria LMP: la classe più piccola, LMP2, veniva eliminata e sostituita da un nuovo tipo di vetture, le LM-GTP (Le Mans Gran Turismo Prototipo), queste erano realmente sviluppi di automobili stradali in produzione (sebbene limitatissima) dai grandi contenuti tecnici e prestazionali (esempio lampante la Toyota GT-One), che l'ACO considerava troppo avanzate e veloci per rientrare nella classe Gran Turismo, perciò vennero promosse a prototipi (con stesso peso minimo dei LMP, 900 kg).
Nel 2000 altri cambiamenti ai regolamenti LMP, poiché l'ACO divise le vetture sport a guida aperta, in due classi: LM-P900 e LM-P675; i numeri denotavano i chili di ciascuna classe. Gli LM-P900 erano più potenti e veloci ma più pesanti e ingombranti; gli LM-P675 più piccoli, agili e lenti. I regolamenti tecnici furono concepiti per consentire a entrambe le classi di competere per la vittoria assoluta. Audi, Chrysler, Cadillac e Panoz scesero in campo negli LM-P900, mentre la MG fu l'unico costruttore a schierarsi con un LM-P675. La classe LM-GTP inoltre continuò con Bentley, unica squadra a sviluppare un prototipo chiuso dopo i cambiamenti del 2000.
Al di fuori della 24 Ore di Le Mans, i regolamenti tecnici delle sportcars della FIA non erano più simili a quelli LMP: la classe LM-P675 aveva motori più potenti e affidabili rispetto ai prototipi FIA SR2; i prototipi LM-P900 a loro volta divergevano per alcune caratteristiche dagli equivalenti FIA SR1, anche se i motori erano simili. Ne conseguì che le squadre del campionato FIA Sportscar dovettero apportare modifiche alle vetture per poter gareggiare a Le Mans, nella nuova European Le Mans Series o in American Le Mans Series. I team erano però poco propensi a modificare le auto per l'uno o per l'altro campionato, e alla fine entrambe le serie europee furono cancellate per scarso numero di partecipanti. Le richieste per correre a Le Mans, invece, erano sempre numerose e infatti la maggior parte dei team aderì alla normativa ACO.
La categoria LM-P675 fu un flop, perché i prototipi montavano motori piccoli e senza l'affidabilità necessaria a competere per la vittoria assoluta, anche col vantaggio di un minor peso. La normativa tecnica LM-GTP inoltre fu considerata ridondante, poiché le auto avevano ben poche differenze dagli LM-P900. Quindi i regolamenti furono cambiati in LM-P1 e in LM-P2, con la classe superiore ancora una volta dotata di motori più grandi e potenti. Nell'intenzioni dell'ACO la classe LM-P2 non è più destinata a lottare per i vertici della classifica assoluta nelle corse ed è consigliata ai privati. Poiché la classe LM-GTP era stata eliminata, sia i LM-P1 sia i LM-P2 potevano sino al 2016 essere a guida aperta o chiusa, cioè spyder o coupé. Dal 2017 non sono più ammesse le spyder.
A partire dal 2009 l'ACO introdusse la Formula Le Mans, riservata a un campionato monomarca a costi più accessibili, per attirare alle gare endurance nuove squadre e piloti.
A partire dal 2011, l'ACO ha nuovamente rivisto alcune caratteristiche tecniche dei prototipi: per diminuire prestazioni e consumi, infatti, ha introdotto motori di cilindrata inferiore e con minore frazionamento, abbinabili a sistemi per il recupero dell'energia termica in frenata. I propulsori delle precedenti LMP2 sono diventati prerogativa delle nuove LMP1, mentre le nuove LMP2 sono motorizzate con unità derivate dalla serie.
A partire dal 2014 FIA e ACO hanno posto maggiormente l'accento sull'efficienza energetica e sui sistemi di recupero dell'energia, in particolare sulle vetture LM-P1
Dal 2015, al posto della Formula le Mans è stata costituita la categoria LM-P3 con unico telaio Oreca e motore Nissan V8, con aerodinamica libera e obbligo di carrozzeria chiusa. Tale categoria, compete nelle serie europea ed Asiatica delle Le Mans Series oltre che nella Michelin Le Mans Cup.
Il 2020 è stato l'ultimo anno che ha visto competere le LMP1, che dal 2021 hanno lasciato il posto alla nuova classe Le Mans Hypercar.

## Le classi

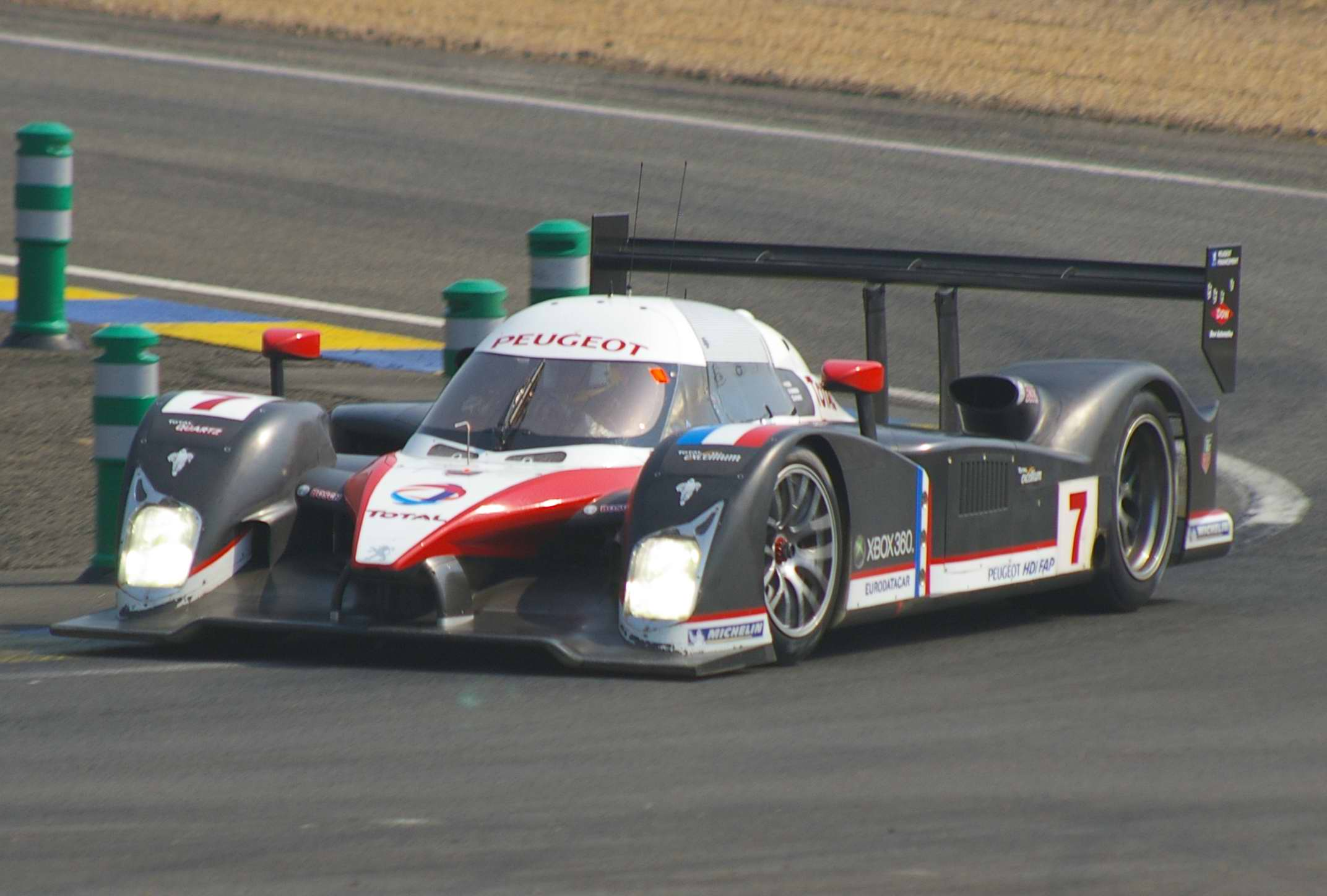
Una Peugeot 908 categoria LM-P1

A partire dal 2011, le regolazioni tecniche principali per i Le Mans Prototype sono: 
- LMP1 - indicati particolarmente ai grandi costruttori: sono spinte da motori a benzina o a gasolio, con cilindrata massima e frazionamento massimo del motore rispettivamente di:
  - Motori sovralimentati a benzina, fino a 2.000 cm³ con un massimo di 6 cilindri.
  - Motori aspirati a benzina, fino a 3.400 cm³ con un massimo di 8 cilindri.
  - Motori turbodiesel, fino a 3.700 cm³ con un massimo di 8 cilindri.

Il peso minimo è di 900 kg, mentre la capacità massima del serbatoio è limitata a 73 litri per i prototipi a benzina e a 63 litri per i diesel. Le ruote hanno un diametro di 18" e una larghezza di 16". Sono permessi sistemi per il recupero dell'energia in frenata a condizione che coinvolga un solo asse della vettura.
Nel 2011 in via transitoria possono gareggiare ancora i prototipi conformi al precedente regolamento, limitati però nelle prestazioni da flangiature e pressioni di sovralimentazione più penalizzanti dei loro motori che possono essere a benzina aspirati fino a 6.000 cm³, sovralimentati fino a 4.000 cm³; i motori diesel cilindrata massima di 5.500 cm³. Nessun limite sul numero di cilindri per qualsiasi tipo di motore. Sono inoltre consentiti motori derivati dalla produzione di serie, prodotti in almeno 1.000 unità all'anno con specifiche del regolamento ACO Gran Turismo 1 (LM-GT1). La capacità massima del serbatoio è limitata a 75 litri per i prototipi a benzina e a 66 litri per i diesel; il peso è di 900 kg per i benzina e di 930 per i diesel. Le LMP1 sono andate in pensione nel 2020, sostituite dalla stagione 2021 dalle Le Mans Hypercar.

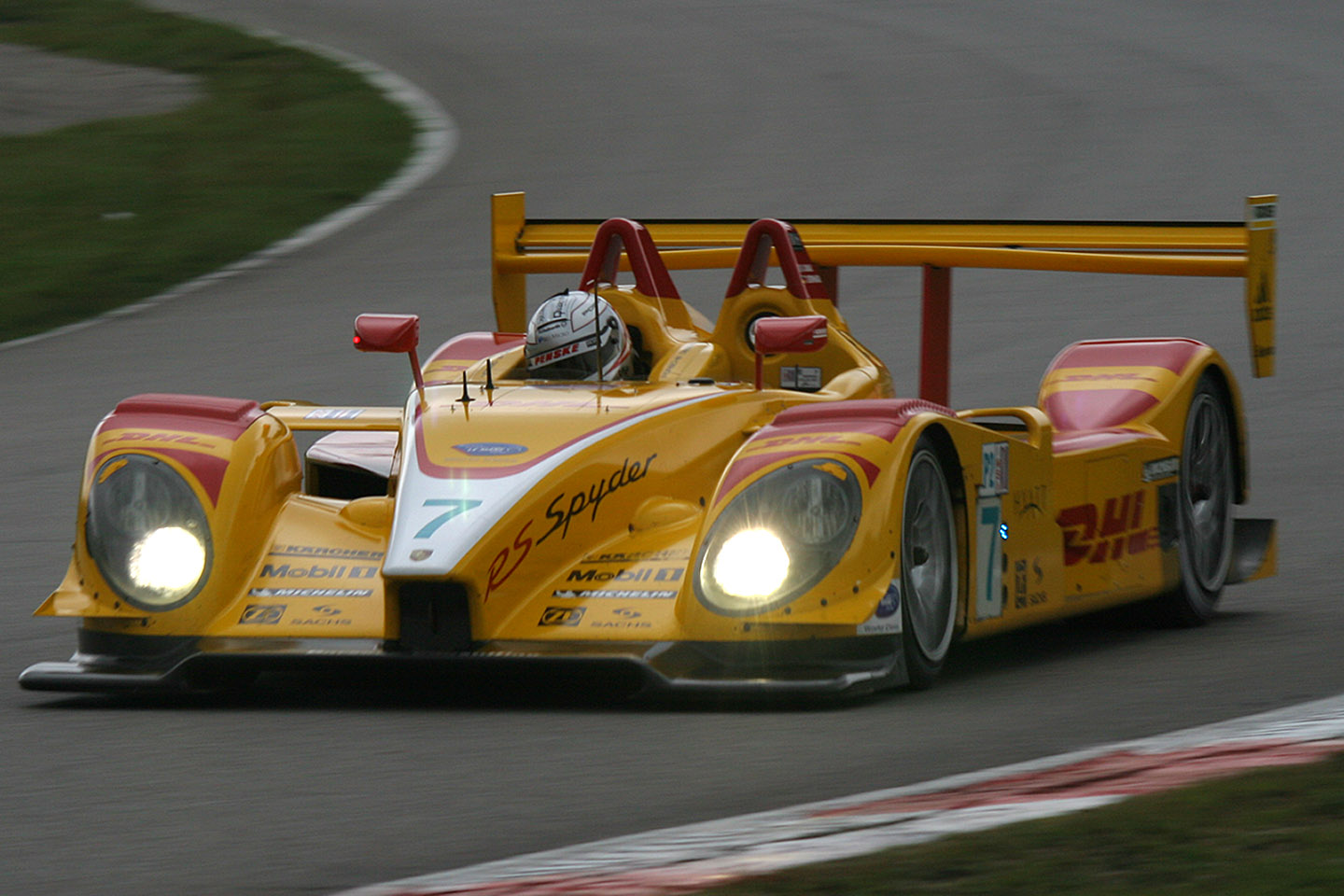
Una Porsche RS Spyder categoria LM-P2

- LMP2 - indicati particolarmente ai privati: sono spinte da motori a benzina derivati da unità prodotte in grande serie e omologate con specifiche ACO, con cilindrata massima e frazionamento massimo del motore rispettivamente di:
  - Motori sovralimentati a benzina, fino a 3.200 cm³ con un massimo di 6 cilindri.
  - Motori aspirati a benzina, fino a 5.000 cm³ con un massimo di 8 cilindri.

Il peso minimo è di 900 kg, il serbatoio del combustibile ha una capacità massima di 75 litri, le ruote hanno un diametro di 18" e una larghezza di 14". Una vettura completa non deve costare più di 345000 €, mentre il motore ha un costo massimo di 75000 €.
Nel 2011 in via transitoria possono gareggiare ancora i prototipi conformi al precedente regolamento, limitati però nelle prestazioni da flangiature e pressioni di sovralimentazione più penalizzanti dei loro motori che possono essere: aspirati limitati a 3.400 cm³ con un massimo di otto cilindri e a 4.000 cm³ per i motori derivati dalla produzione di serie prodotti in almeno 1.000 unità all'anno e aderenti alla normativa LM-GT2. Motori sovralimentati con cilindrata massima di 2.000 cm³ e massimo 6 cilindri: consentito un unico turbocompressore a singola fase. Sono permessi anche motori diesel, ma derivati dalla produzione di serie (almeno 10.000 unità all'anno) con cilindrata massima di 4.400 cm³. Il serbatoio di combustibile ha una capacità massima di 80 litri ed il peso della vettura è di 825 kg.Dal 2017 un nuovo regolamento consente solo alle vetture coupé di partecipare alle competizioni, escludendo le spider.

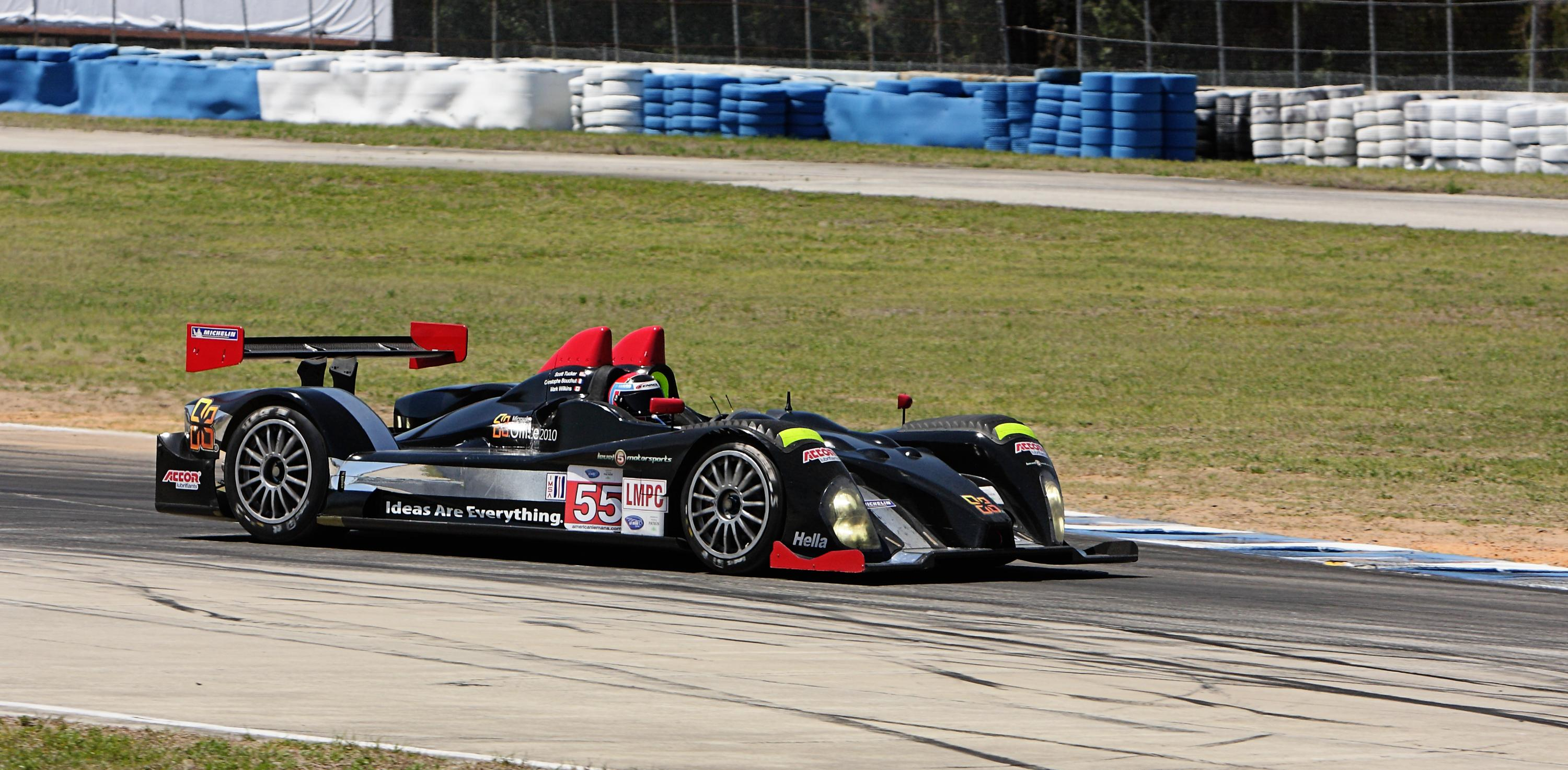
Una Oreca FLM09 categoria Formula Le Mans

- Formula Le Mans - modello unico realizzato dalla Oreca e impiegato nel proprio monomarca, livello di accesso alle gare endurance per prototipi, con le seguenti caratteristiche[5]:
  - Telaio e carrozzeria in fibra di carbonio derivati da quelli della Oreca LC75, con un peso totale della vettura di circa 900 kg.
  - Motore General Motors LS3 da 6,2 litri, un V8 aspirato derivato da quello della Chevrolet Corvette del 2008 che produce circa 430 CV ed è accoppiato a un cambio sequenziale a 6 rapporti con comandi al volante fornito dalla XTrac.
  - Freni Brembo in carboceramica e pneumatici Michelin.

La vettura, di fatto una Courage LC75 rivisitata dal costruttore Francese Oreca, che ha rilevato le attività della Courage Compétition sul finire del 2007, è stata progettata in un'ottica di contenimento dei costi di acquisto e manutenzione per renderla accessibile al maggior numero di squadre, i cui bilanci si sono ridotti a causa della recessione economica mondiale.
- LMP3 - è la classe di prototipo di livello iniziale in uso dal 2015.[6]
  - Telaio e carrozzeria in fibra di carbonio, che possono essere costruiti da sei costruttori: Ginetta, Ligier, Adess, Dome, Riley e Norma.
  - Unico motore: V8 Nissan normalmente aspirato da 5 litri, in grado di sviluppare 420 cv.
  - Peso minimo: 900 kg.

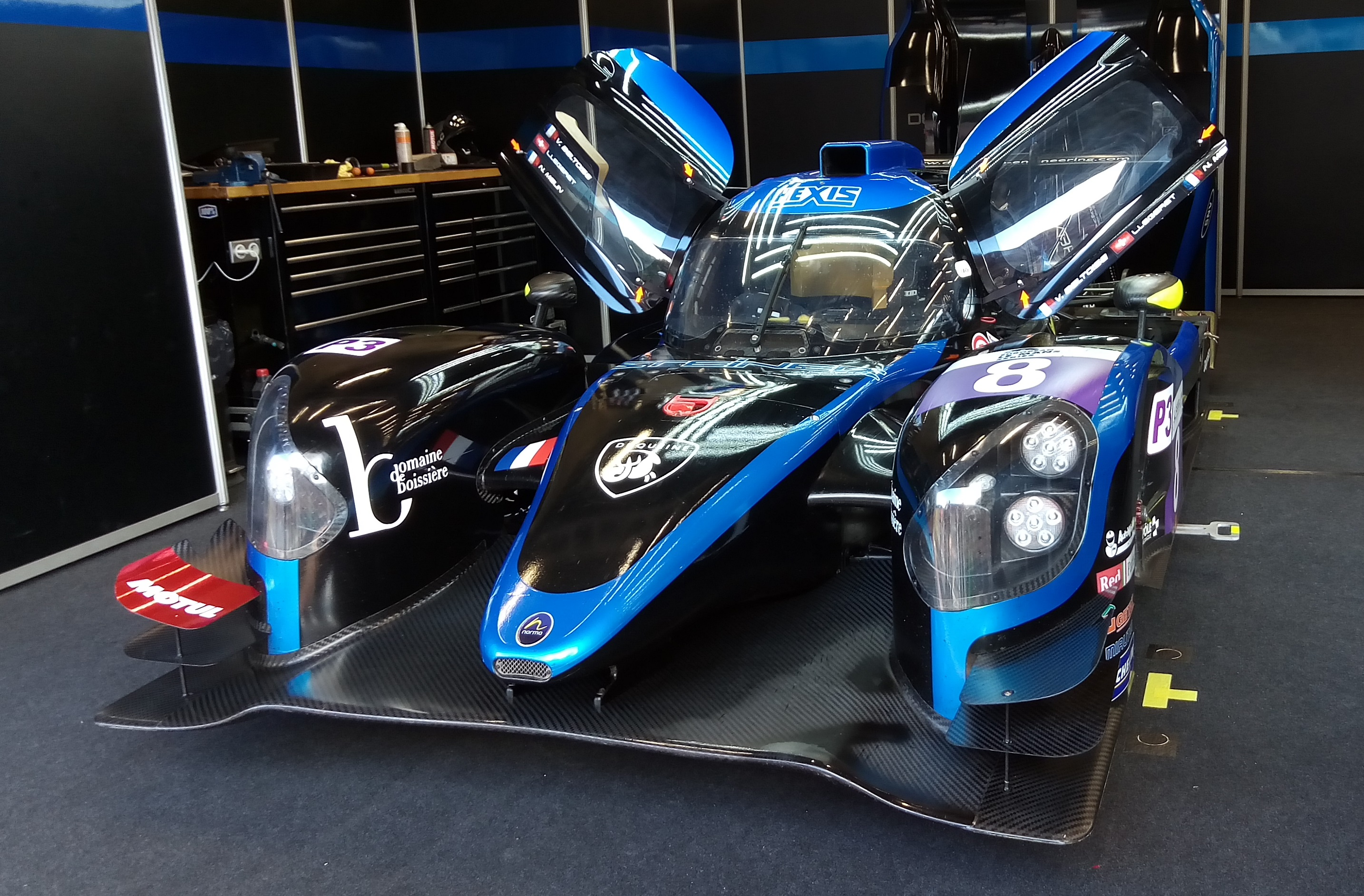
Team Duqeine -Norma M30 LMP3

Dal 2017 l'International Motor Sports Association (IMSA) utilizza vetture di classe LMP3 come classe sportprototipo denominata Prototype Challenge (PC), permettendo così al veicolo di correre oltre nelle serie gestite dall'Automobile Club de l'Ouest (ACO) anche nelle serie IMSA.
Le vetture LMP3 che gareggiano nell'European Le Mans Series (LMP3), nell'Asian Le Mans Series (LMP3) e nell'IMSA (PC) non sono ammesse nel FIA World Endurance Championship (WEC) e alla 24 Ore di Le Mans gara che fa parte del campionato WEC.

### Caratteristiche tecniche
Per limitare le potenze massime ed ottenere l'equivalenza tra i motori, il regolamento impone l'apposizione di flange di restrizione (dette air restrictor), di diverso diametro in base a cilindrata e sistema di alimentazione. Attualmente ai prototipi chiusi sono concesse strozzature sui condotti di aspirazione più generose al fine di compensare la potenza assorbita per il funzionamento del loro sistema di climatizzazione obbligatorio, (all'interno dell'abitacolo non si devono superare i 32 °C, salvo il caso in cui la temperatura ambiente sia superiore a tale valore; in tal caso il massimo consentito per la temperatura interna è lo stesso della temperatura esterna).
Per contenere gli inevitabili e costanti progressi tecnici, l'ACO si riserva la facoltà di rallentare i prototipi aumentando le strozzature sui loro condotti di aspirazione; il metro di paragone è il giro in gara sul Circuit de la Sarthe a Le Mans, che non deve scendere sotto il tempo di 3:30.000, o vengono inflitte restrizioni maggiori.
Sono consentiti biocombustibili in entrambe le categorie, in particolare benzina con etanolo al 10% e biodiesel. Entrambi i regolamenti delle due classi permettono la conformazione aperta o chiusa del posto di guida (l'automobile chiusa deve avere un tergicristallo, un tetto e portelli da ogni lato). Anche se nella realtà non c'è un passeggero, le automobili devono essere destinate a 2 persone. In pratica, la zona vuota dell'abitacolo è utilizzata solitamente per ospitare apparecchi elettronici, batterie, estintori.
Le dimensioni sono limitate ad un massimo di 4.650 mm di lunghezza, di 2.000 mm di larghezza e di 1.030 mm d'altezza (dalla parte inferiore della carrozzeria, non da terra). L'alettone posteriore che aveva una larghezza massima di 2.000 mm, con le norme introdotte nel 2009 è largo al massimo 1.600 mm; i dischi dei freni hanno un diametro massimo di 38 cm. La carrozzeria deve inoltre coprire tutti gli elementi meccanici dell'automobile, e renderli invisibili quando l'automobile è osservata direttamente dalla parte anteriore, di lato, o dalla parte superiore.
I fari anteriori devono emettere un fascio di luce bianca, per distinguerli dalle più lente Gran Turismo che invece devono averli gialli, per agevolare i sorpassi.
Sulle due fiancate, accanto al numero di gara, vi sono inoltre tre piccoli cerchi verticali composti da led, che tramite telemetria si accendono in tempo reale durante la corsa: se il prototipo occupa la prima posizione è acceso solo un led, due se secondo, tre se terzo; il sistema è stato ideato per permettere agli spettatori di capire chi occupa le zone alte della classifica; i led sono rossi per le P1 e azzurri per le P2.
Nel Campionato americano American Le Mans Series, il recente aggiornamento al regolamento tecnico ACO è stato solo parzialmente recepito dall'organizzatore locale, la IMSA, che dovendo far fronte ad un marcato calo dei partecipanti nella categoria prototipi ha cercato di privilegiare lo spettacolo promuovendo il confronto diretto tra prototipi LM-P1 e LM-P2, che invece l'ACO ha voluto evitare. Importanti differenze riguardano il peso dei prototipi: gli LM-P1 hanno un peso minimo di 925 kg contro gli 800 kg degli LM-P2, e inoltre il serbatoio delle vetture LM-P2 è di 90 litri anziché 80.
Le limitazioni alle prestazioni delle P1 e P2 hanno portato come conseguenza l'applicazione di flange ai motori delle Formula Le Mans, allo scopo di mantenere il divario prestazionale del monomarca rispetto alle altre categorie.

## Innovazioni regolamentari per il 2014
A partire dalla stagione agonistica 2014 FIA e ACO hanno imposto per la categoria LMP1 una riduzione del 30% nel consumo di carburante, mentre sarà maggiore l'energia recuperata dai dispositivi ibridi presenti a bordo, limitati a due e circa quattro volte più potenti rispetto ai dispositivi utilizzati nel 2013. Complessivamente la potenza delle vetture non dovrebbe variare, mentre la riduzione di 10 cm nella larghezza anteriore e una veste aerodinamica più semplificata, dovrebbe fare aumentare la velocità massima ma ridurre quella di percorrenza della curva. Con un innalzamento dei tempi sul giro che a Le Mans è stato stimato nell'ordine di 2" circa.
Pertanto i motori non saranno soggetti a nessuna restrizione o regola in merito alla cilindrata oppure all'architettura. Così come è stata eliminata ogni restrizione sulla pressione di sovralimentazione oppure sull'aspirazione per i motori atmosferici. Del tutto libera anche la pressione di iniezione nei sistemi di alimentazione, mentre il peso minimo è stato ridotto a 850 kg per le vetture "normali" e a 870 kg per le ibride.
La Porsche è stata la prima a collaudare la sua vettura già conforme al nuovo regolamento 2014.

## Innovazioni regolamentari per il 2017
Per la classe LMP2 sono state introdotte molte novità:
- Obbligo di vettura chiusa con divieto delle vetture "Spyder"
- Unico fornitore di motore un V8 4,2 litri da 600 cv realizzato dalla Gibson Technology
- 4 tipi di vetture omologate, da 4 costruttori: Dallara, Riley, Oreca (anche con marchio "Alpine") e Onroak (con marchio "Ligier")

Da segnalare che la categoria è stata adottata come categoria di prototipi principali dall'americana IMSA per l'United Sportscar Championship, ribattezzata "Daytona Prototype International" (DPi) con alcune variazioni, come la possibilità di adottare diverse motorizzazioni omologate e alcune personalizzazioni aerodinamiche, allo scopo di attirare le grandi case costruttrici.

## Vetture LMP
Alcuni tra i più importanti prototipi a regolamento ACO, categoria LMP:
| Costruttore     | Modello        | Anno | Classe        | Note |
| --------------- | -------------- | ---- | ------------- | --- |
| Acura           | ARX-01         | 2007 | LM-P2         | Realizzata su telaio Courage LC75                                                                        |
| Acura           | ARX-02         | 2009 | LM-P1         | |
| Aston Martin    | Lola B09/60    | 2009 | LM-P1         | Realizzata su telaio Lola B09/60, ricarrozzata dalla Aston Martin                                        |
| Audi            | R8C            | 1999 | LM-GTP        | |
| Audi            | R8R            | 1999 | LM-P900       | |
| Audi            | R8 Sport       | 2000 | LM-P900 LM-P1 | |
| Audi            | R10 TDI        | 2006 | LM-P1         | Alimentata a gasolio                                                                                     |
| Audi            | R15 TDI        | 2009 | LM-P1         | Alimentata a gasolio                                                                                     |
| Audi            | R18 TDI        | 2011 | LM-P1         | Alimentata a gasolio versione a propulsione ibrida "e-tron quattro" dal 2012                             |
| Bentley         | EXP Speed 8    | 2001 | LM-GTP        | |
| Bentley         | Speed 8        | 2003 | LM-GTP        | Riprogettata completamente                                                                               |
| BMW             | BMW V12 LM     | 1998 | WSC           | |
| BMW             | V12 LMR        | 1999 | LM-P900       | |
| Courage         | C34            | 1995 | WSC           | Courage C32 modificata                                                                                   |
| Courage         | C36            | 1996 | WSC           | Courage C32 modificata                                                                                   |
| Courage         | C41            | 1995 | WSC           | |
| Courage         | C50            | 1998 | WSC           | Courage C41 modificata                                                                                   |
| Courage         | C51            | 1998 | WSC           | Courage C41 modificata                                                                                   |
| Courage         | C52            | 1999 | LM-P900       | |
| Courage         | C60            | 2000 | LM-P900       | |
| Courage         | C65            | 2003 | LM-P675 LM-P2 | |
| Courage         | LC70           | 2006 | LM-P1         | |
| Courage         | LC75           | 2007 | LM-P2         | |
| Dallara         | SP1            | 2002 | LM-P900       | |
| Dallara         | Dallara P217   | 2017 | LM-P2         | Regolamento 2017                                                                                         |
| Dome            | S101           | 2001 | LM-P900 LM-P1 | |
| Dome            | S101.5         | 2007 | LM-P1         | |
| Dome            | S102           | 2008 | LM-P1         | Gran Turismo Prototipo                                                                                   |
| Epsilon Euskadi | EE1            | 2008 | LM-P1         | Gran Turismo Prototipo                                                                                   |
| Ferrari         | 333SP          | 1994 | WSC LM-P1     | Progettata da Dallara, costruita da Michelotto Automobili                                                |
| Lola            | B98/10         | 1998 | WSC LMP       | |
| Lola            | B2K/10         | 2000 | LM-P900       | |
| Lola            | B2K/40         | 2000 | LM-P675       | |
| Lola            | B01/60         | 2001 | LM-P675       | Ribattezzata MG-Lola EX257                                                                               |
| Lola            | B05/40         | 2005 | LM-P2         | Evoluta in Lola B07/40 nel 2007                                                                          |
| Lola            | B06/10         | 2006 | LM-P1         | |
| Lola            | B08/80         | 2008 | LM-P2         | Gran Turismo Prototipo                                                                                   |
| Lola            | B08/60         | 2008 | LM-P1         | Gran Turismo Prototipo                                                                                   |
| Mercedes-Benz   | CLR            | 1999 | LM-GTP        | |
| Nissan          | R391           | 1999 | LM-P900       | |
| Panoz           | Spyder         | 1999 | LM-P900       | Motore anteriore                                                                                         |
| Panoz           | LMP07          | 2001 | LM-P900       | Motore anteriore                                                                                         |
| Pescarolo       | C60            | 2004 | LM-P900 LM-P1 | Courage C60 modificata                                                                                   |
| Pescarolo       | 01             | 2007 | LM-P1 LM-P2   | scocca costruita da Camattini Meccanica di Collecchio di Parma                                           |
| Peugeot         | 908 HDi FAP    | 2007 | LM-P1         | Alimentata a gasolio                                                                                     |
| Peugeot         | 908 HY         | 2008 | LM-P1         | Vettura ibrida diesel-elettrica, gareggia in previsione di aperture regolamentari verso tale propulsione |
| Peugeot         | 908            | 2011 | LM-P1         | Alimentata a gasolio                                                                                     |
| Porsche         | LMP1-98        | 1998 | LM-P1         | Evoluzione della TWR-Porsche WSC-95, aggiornata da WSC a LM-P1                                           |
| Porsche         | 911 GT1 EVO 98 | 1998 | LM-GT1 LM-GTP | Progettata come GT1, in seguito adattata a Gran Turismo Prototipo                                        |
| Porsche         | 9R3            | 1999 | LM-P1         | Progetto abortito per la stagione 2000, nota anche come LMP2000                                          |
| Porsche         | RS Spyder      | 2006 | LM-P2         | Modello evoluzione introdotto nel 2007                                                                   |
| Porsche         | 919 Hybrid     | 2014 | LM-P1         | Vettura a propulsione ibrida (regolamento 2014)                                                          |
| Radical         | SR9            | 2006 | LM-P2         | |
| Toyota          | GT-One         | 1998 | LM-GTP        | Progettata come GT1, in seguito adattata a Gran Turismo Prototipo                                        |
| Toyota          | TS030 Hybrid   | 2012 | LM-P1         | Vettura a propulsione ibrida (regolamento 2011)                                                          |
| Toyota          | TS040 Hybrid   | 2014 | LM-P1         | Vettura a propulsione ibrida (regolamento 2014)                                                          |
| Toyota          | TS050 Hybrid   | 2016 | LM-P1         | Vettura a propulsione ibrida                                                                             |
| TWR             | Porsche WSC-95 | 1995 | WSC           | Basata sul telaio Jaguar XJR-14, dotata di motore Porsche e nuova carrozzeria "Spyder"                   |